# Toshimasa Furuta
Toshimasa Furuta (古田 俊正 Furuta Toshimasa?) es un astrónomo aficionado japonés que ha trabajado en distintos observatorios, descubridor de 72 asteroides, algunos de ellos en solitario. 
El asteroide (5236) Yoko recibe su nombre en honor a Yoko Furuta, su esposa.

## Asteroides descubiertos
Furuta tiene acreditados el descubrimiento de 76 asteroides: 6 en solitario, entre 1980 y 1982 y otros 66 entre los años 1988 y 1999, en compañía de los astrónomos Yoshikane Mizuno (52), Makio Akiyama(10), Kenzo Suzuki (7), Masayuki Iwamoto(6) y T. Mizuno (1). El Minor Planet Center acredita sus descubrimientos como T. Furuta.